# رایشنباخ ان در فیلس
رایشنباخ ان در فیلس (به آلمانی: Reichenbach an der Fils) یک شهر در آلمان است که در ااسلینگن واقع شده‌است. رایشنباخ ان در فیلس ۸٬۰۲۹ نفر جمعیت دارد.